# Rudy Heryanto
Rudy Heryanto (* 19. Oktober 1954 in Tasikmalaya, oft einfach nur Heryanto genannt) ist ein ehemaliger Badmintonspieler aus Indonesien vom PB Djarum.

## Karriere
Heryanto siegte 1981 bei den prestigeträchtigen All England mit Hariamanto Kartono im Herrendoppel. 1984 wiederholten sie diesen Triumph. Zuvor hatten beide bereits Silber bei der Badminton-Weltmeisterschaft 1980 gewonnen. Beim Thomas Cup 1982 wurde er Vizeweltmeister mit der indonesischen Herrenmannschaft.

## Erfolge
| Saison | Veranstaltung     | Disziplin    | Platz | Name                               |
| ------ | ----------------- | ------------ | ----- | ---------------------------------- |
| 1980   | Weltmeisterschaft | Herrendoppel | 2     | Hariamanto Kartono / Rudy Heryanto |
| 1981   | All England       | Herrendoppel | 1     | Rudy Heryanto / Hariamanto Kartono |
| 1982   | Japan Open        | Herrendoppel | 1     | Hariamanto Kartono / Rudy Heryanto |
| 1982   | Thomas Cup        | Team         | 2     | Indonesien                         |
| 1982   | Indonesia Open    | Herrendoppel | 1     | Rudy Heryanto / Hariamanto Kartono |
| 1982   | All England       | Herrendoppel | 3     | Rudy Heryanto / Hariamanto Kartono |
| 1983   | Indonesia Open    | Herrendoppel | 1     | Rudy Heryanto / Hariamanto Kartono |
| 1984   | Indonesia Open    | Herrendoppel | 1     | Rudy Heryanto / Hariamanto Kartono |
| 1984   | All England       | Herrendoppel | 1     | Rudy Heryanto / Hariamanto Kartono |
| 1985   | Thailand Open     | Herrendoppel | 1     | Rudy Heryanto / Bobby Ertanto      |
| 1985   | All England       | Herrendoppel | 3     | Rudy Heryanto / Hariamanto Kartono |
| 1985   | Weltmeisterschaft | Herrendoppel | 5     | Rudy Heryanto / Hadibowo           |
| 1987   | All England       | Herrendoppel | 2     | Rudy Heryanto / Bobby Ertanto      |
| 1987   | Konica Cup        | Herrendoppel | 2     | Rudy Heryanto / Hadibowo Susanto   |

## Referenzen
- Biographie

| Personendaten    | Personendaten                  |
| ---------------- | ------------------------------ |
| NAME             | Heryanto, Rudy                 |
| ALTERNATIVNAMEN  | Heryanto                       |
| KURZBESCHREIBUNG | indonesischer Badmintonspieler |
| GEBURTSDATUM     | 19. Oktober 1954               |
| GEBURTSORT       | Tasikmalaya                    |